# Munizip Surt
Surt (oder Sirte, arabisch سرت, DMG Surt) ist ein Munizip im zentralen Norden der Libysch-Arabischen Republik am Golf von Sidra. Hauptstadt des Munizips ist die gleichnamige Stadt Surt.

## Geographie
Im gesamten Gebiet von Surt lebten im Jahr 2003 etwa 156.389 Menschen auf einer Fläche von damals insgesamt 77.660 km². Im Jahr 2006 waren es 141.378. Im Norden grenzt das Munizip an das Mittelmeer, auf dem Land grenzt es an folgende Munizipien:
- Munizip al-Wahat im Osten,
- Munizip al-Dschufra im Süden,
- Munizip al-Dschabal al-Gharbi im Westen,
- Munizip Misrata im Nordwesten.

## Verwaltungsgeschichte

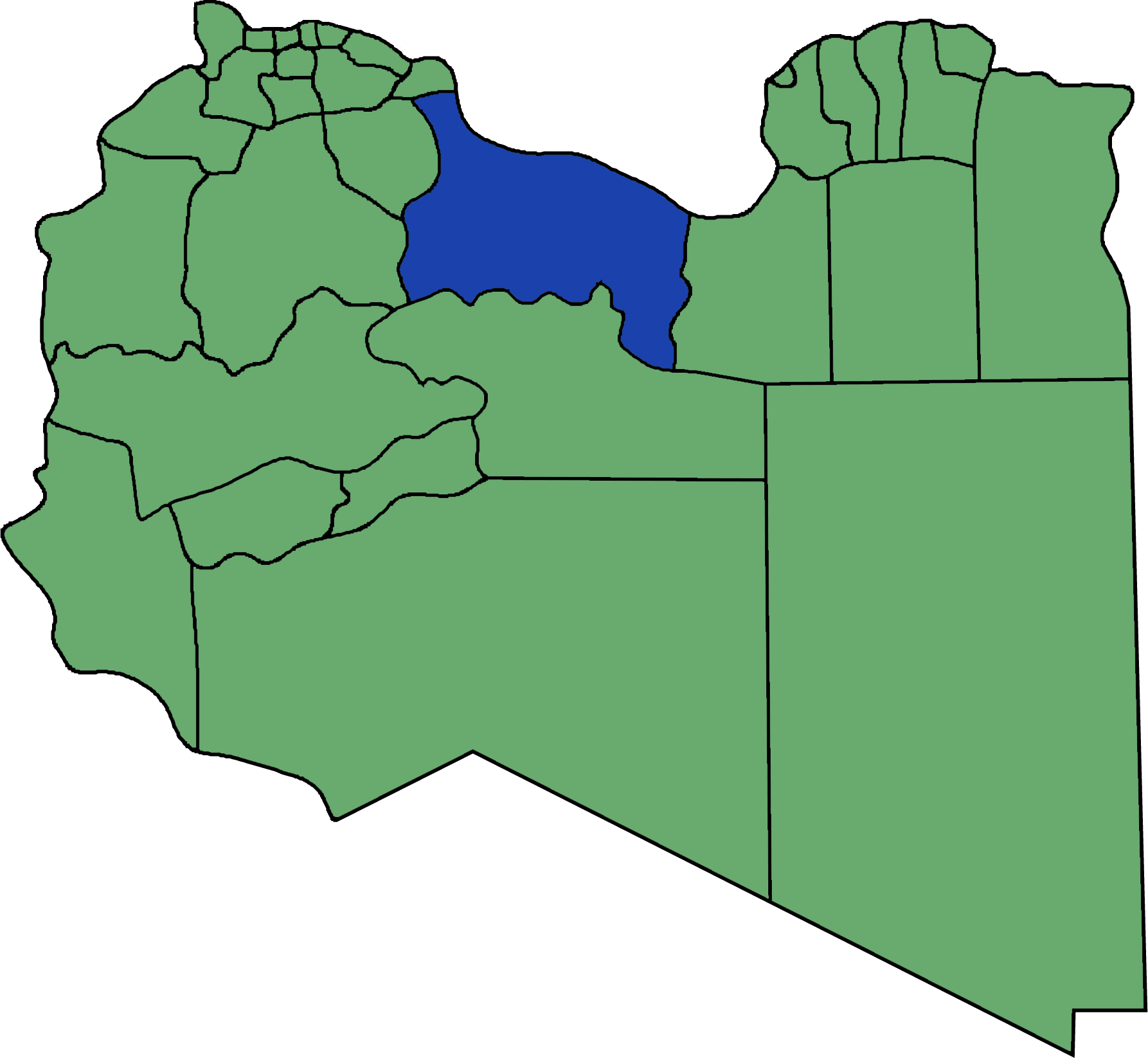
Munizipalgebiet vor 2007

Im Zuge der libyschen Verwaltungsreform 2007 wurden die Grenzen des Munizips korrigiert.